# Phalloniscus baldonii
Phalloniscus baldonii är en kräftdjursart som först beskrevs av Arcangeli1931.  Phalloniscus baldonii ingår i släktet Phalloniscus och familjen Dubioniscidae. Inga underarter finns listade i Catalogue of Life.